# Эррера, Джуди
Джу́ди Эрре́ра (англ. Jude Herrera) — американская актриса

## Биография
Джуди Эррера родилась в штате Нью-Мексико, США. Она окончила Американскую музыкальную и драматическую академию на Манхэттене. В юности занималась танцами. Была инженером-интерном на Киртлендской Авиационной базе ВВС.
Джуди начала свою кинокарьеру в 1993 году, сыграв небольшую роль молодой девушки в эпизоде телесериала «Возвращение в Одинокий голубь». По состоянию на 2011 год, Эррера сыграла в 23-х фильмах и телесериалах. Также играет в театрах.

## Избранная фильмография
| Год  |    | Русское название                     | Оригинальное название   | Роль                  |
| ---- | -- | ------------------------------------ | ----------------------- | --------------------- |
| 1993 | с  | Возвращение в Одинокий голубь        | Return to Lonesome Dove | молодая девушка       |
| 1997 | с  | Скорая помощь                        | ER                      | медсестра             |
| 1997 | ф  | Почтальон                            | The Postman             | курьерша              |
| 1999 | с  | Крутой Уокер: Правосудие по-техасски | Walker, Texas Ranger    | Рэйчел Фэлкон         |
| 1999 | ф  | Зелёная миля                         | The Green Mile          | дочь Биттербака       |
| 2006 | с  | Дикий огонь                          | Wildfire                | Линн Диас             |
| 2008 | тф | Организм                             | Living Hell             | Рядовой Уна Фернандес |
| 2010 | ф  | До последнего вздоха                 | Inhale                  | Клодия                |